# Catostomus clarkii
Catostomus clarkii és una espècie de peix de la família dels catostòmids i de l'ordre dels cipriniformes.

## Morfologia
Els mascles poden assolir els 33 cm de longitud total.

## Hàbitat i distribució geogràfica
És un peix d'aigua dolça, demersal i de clima temperat (43°N-31°N), el qual es troba a Nord-amèrica: les conques dels rius Colorado a Nevada; Virgin a Utah, Arizona i Nevada; Bill Williams a Arizona i Gila a Nou Mèxic, Arizona i el nord de Sonora.